# Baronh
 (février 2019).
Si vous disposez d'ouvrages ou d'articles de référence ou si vous connaissez des sites web de qualité traitant du thème abordé ici, merci de compléter l'article en donnant les références utiles à sa vérifiabilité et en les liant à la section « Notes et références ».
Le baronh (littéralement : langue des Abh) est une langue artificielle créée par Hiroyuki Morioka. Elle est parlée par les Abh, peuple au centre de la série des Seikai (Crest of the Stars, Banner of the Stars, Seikai no danshō). L'existence de cette langue et de son alphabet spécifique, appelé Ath, tous deux très présents dans les romans comme dans l'anime contribue au réalisme de l'histoire. Hiroyuki Morioka a développé le baronh au fur et à mesure, ce qui entraîne quelques incohérences, y compris en ce qui concerne la transcription des ath.

## Origine
Les Abh ont été créés par un groupe issu d'une nation asiatique, très probablement le Japon. Ils rejetaient les influences étrangères, ce qui les a conduit à adopter une version reconstruite du japonais, purgé des éléments chinois ou occidentaux, à partir de documents très anciens comme le Kojiki et le Man'yōshū. Les Abh ont adopté la langue de leurs créateurs, mais celle-ci a évolué très rapidement : Amaterasu, nom du vaisseau transportant les premiers Abh, est devenu Ablïarsec.

## Alphabet et prononciation

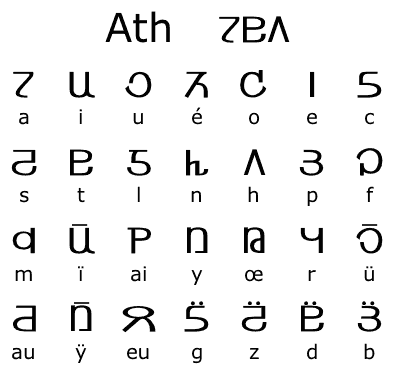
Les Ath

Les Abh ont développé leur propre alphabet, appelé Ath (lettre), dont certains caractères ressemblent fortement aux kana.
La translittération latine usuelle (mais non totalement réversible dans sa version usuelle) de cet alphabet, est dans l’ordre :
a, i, u, é, o, e, c, s, t, l, n, h, p, f, m, ï, ai (è), y, œ, r, ü, au (ɔ), ÿ, eu (ø), g, z, d, b.
La prononciation du baronh présente quelques difficultés. Chaque lettre représente un son spécifique. La transcription des Ath est celle qui est officiellement en usage dans l’Empire humain des Abh.
Note : les prononciations entre crochets renvoient à l'Alphabet phonétique international, et leur équivalence dans la notation X-SAMPA.

### Voyelles
La translittération latine usuelle des voyelles introduit des digrammes dont la translittération inverse en alphabet Ath est parfois ambigüe : au, ai, eu; dans certains textes, on peut leur préférer en cas d’ambiguïté leur écriture avec les mêmes lettres que l’alphabet phonétique international, ou l’utilisation d’accents.
| Translittérations | Translittérations | Translittérations | Notes                             | Exemples    |
| latine            | API               | X-SAMPA           | Notes                             | Exemples    |
| ----------------- | ----------------- | ----------------- | --------------------------------- | ----------- |
| i                 | [i]               | [i]               |                                   | idéal       |
| é                 | [e]               | [e]               |                                   | échelle     |
| ai / è            | [ɛ]               | [E]               |                                   | pêche       |
| e                 | [ə]               | [@]               | schwa (e sourd, à peine prononcé) | bouleverser |
| œ                 | [œ]               | [9]               |                                   | œil         |
| eu / ø            | [ø]               | [2]               |                                   | heureux     |
| y                 | [y]               | [y]               |                                   | mur         |
| u                 | [u]               | [u]               |                                   | touche      |
| o                 | [o]               | [o]               | o fermé                           | opération   |
| au / ɔ            | [ɔ]               | [O]               | o ouvert                          | bol         |
| a                 | [a]               | [a]               | a ouvert                          | avion       |

### Semi-voyelles
Les lettres ï, ü et ÿ sont employées en combinaison avec d’autres voyelles.
- Elles peuvent avoir le rôle de semi-voyelle, comme dans üaritec ou Placïac.
- Elles peuvent indiquer que les deux consonnes représentent deux sons différents : Sérnaïc se prononce "Sérnaï" [sernaj], Painaigh se prononce "Pènèj" [p?n??].

| Translittérations | Translittérations | Translittérations | Notes | Exemples |
| latine            | API               | X-SAMPA           | Notes | Exemples |
| ----------------- | ----------------- | ----------------- | ----- | -------- |
| ï                 | [j]               | [j]               |       | travail  |
| ü                 | [w]               | [w]               |       | whisky   |
| ÿ                 | [ɥ]               | [H]               |       | huit     |

### Consonnes
La lettre h marque l’aspiration, mais lorsqu’elle suit une consonne, elle en modifie la prononciation, créant des digrammes dont la translittération latine reste toutefois réversible.
Le -c placé à la fin d’un mot (ainsi que -ec ou même seulement -e) ne se prononce pas :
- frybarec (empire) se prononce « frubar » [frybar] ;
- Ghintec est ainsi la transcription stricte de « Jint » [ʒint].

De même le -r final, placé après une consonne, ne se prononce pas ; il se prononce normalement après une voyelle (y compris un e sourd) :
- nimh Laitpanr (grand-duc de Laipanh) se prononce « nif Lètpan » [nif lɛtpan], mais
- dreuc Haïder (comte de Haïdec) se prononce « dreu Haïder » [drø hajdər].

La prononciation japonaise du baronh fait apparaître une règle dont les limites sont floues ; dans certains cas, le g se prononce comme une semi-voyelle ï [j] :
- agth (domaine) se prononce « aïth » [ajθ] ; ou
- Basrogrh (vaisseau commandé par Lamhirh dans Banner of the Stars) se prononce « Basroïr » [basrojʀ].
- Ces deux cas suggèrent que cela se produit quand le g est précédé par une voyelle et suivi d’une consonne modifiée par le h.

| Translittérations | Translittérations | Translittérations | Notes                            | Exemples         |
| latine            | API               | X-SAMPA           | Notes                            | Exemples         |
| ----------------- | ----------------- | ----------------- | -------------------------------- | ---------------- |
| m                 | [m]               | [m]               | nasale bilabiale                 | marchand         |
| b                 | [b]               | [b]               | plosive bilabiale voisée         | bouger           |
| p                 | [p]               | [p]               | plosive bilabiale sourde         | pilote           |
| ph, mh            | [ɸ]               | [p\]              | fricative biliabiale sourde      | phare            |
| bh                | [v]               | [v]               | fricative labiodentale voisée    | voyage           |
| f                 | [f]               | [f]               | fricative labiodentale sourde    | famille          |
| n                 | [n]               | [n]               | nasale alvéolaire                | nature           |
| nh                | [ɲ]               | [J]               | nasale palatale                  | gagner           |
| dh                | [ð]               | [D]               | fricative dentale voisée         | anglais : this   |
| th                | [θ]               | [T]               | fricative dentale sourde         | anglais : think  |
| d                 | [d]               | [d]               | occlusive alvéolaire voisée      | danse            |
| t                 | [t]               | [t]               | occlusive alvéolaire sourde      | transport        |
| g                 | [ɡ]               | [g]               | occlusive vélaire voisée         | garantie         |
| c                 | [k]               | [k]               | occlusive vélaire sourde         | casser           |
| gh                | [ʒ]               | [Z]               | fricative post-alvéolaire voisée | jovial           |
| ch                | [ʃ]               | [S]               | fricative post-alvéolaire sourde | chemin           |
| z                 | [z]               | [z]               | fricative alvéo-palatale voisée  | zibeline         |
| s                 | [s]               | [s]               | fricative alvéolaire sourde      | silence          |
| r                 | [r]               | [r]               | alvéolaire roulée                | espagnol : perro |
| rh                | [ʀ]               | [R]               | fricative uvulaire voisée        | roi              |
| l                 | [l]               | [l]               | spirante alvéolaire voisée       | lumière          |
| h                 | [h]               | [h]               | fricative glottale sourde        | hot-dog          |

### Exemples
- Baronh se prononce donc « barogn » [baroɲ].
- La prononciation correcte de Ablïarsec néïc Dubreuscr bœrh Parhynr Lamhirh est « Abliar néï Doubreusc bœr Parun Lafir » [abljar nej dubrøsk bœʀ paʀyn lafiʀ].

## Grammaire
Le baronh, issu d'une langue agglutinante, a évolué vers une langue flexionnelle par transformation de certaines particules en suffixes. L'évolution n'est pas complète : le phénomène de flexion est limité aux noms et aux pronoms ; les variations de genre n'existent pas ; seuls les pronoms varient en nombre.
Les noms sont divisés en quatre catégories. La première catégorie se caractérise par le déplacement de la voyelle. Elle est aussi à l'origine d'une exception dans l'ordre des mots. Un nom au génitif se place après le mot auquel il se rattache, sauf les noms de la première catégorie, qui se placent avant : frymec négr [frym neg] (négr est le génitif de négh) (fille d'amour), mais Bar Frybarec [bar frybar] (l'empire des Abh).
|              | catégorie 1 | catégorie 2  | catégorie 3       | catégorie 4      |
| nominatif    | Abh (Abh)   | lamh (perle) | duc (gemme jaune) | saidïac (pilote) |
| accusatif    | Abe         | lame         | dul               | saidél           |
| génitif      | Bar         | lamr         | dur               | saidér           |
| datif        | Bari        | lami         | duri              | saidéri          |
| locatif      | Baré        | lamé         | dugh              | saidégh          |
| ablatif      | Abhar       | lamhar       | dusar             | saidisar         |
| instrumental | Bale        | lamle        | dule              | saidélé          |

|              | singulier | singulier | singulier | pluriel | pluriel     | pluriel | inanimé | inanimé | inanimé |
| je           | tu        | il / elle | nous      | vous    | ils / elles | ceci    | il      | cela    |         |
| nominatif    | fe        | de        | se        | farh    | darh        | cnac    | so      | re      | ai      |
| accusatif    | fal       | dal       | sal       | fare    | dare        | cnal    | sol     | rol     | al      |
| génitif      | far       | dar       | sar       | farer   | darer       | cnar    | sor     | ror     | ar      |
| datif        | feri      | deri      | seri      | fari    | dari        | cnari   | sori    | rori    | ari     |
| locatif      | feré      | deré      | seré      | faré    | daré        | cnaré   | soré    | roré    | aré     |
| ablatif      | fasar     | dasar     | sasar     | farhar  | darhar      | cnasar  | sosar   | rosar   | asar    |
| instrumental | fale      | dale      | sale      | farle   | darle       | cnal    | sole    | role    | ale     |

Les adjectifs sont invariables. Ils sont formés avec le suffixe -a ; c'est ainsi qu'est formé le participe. En règle générale, l'adjectif se place après le nom : lymh raica [lyf rɛka] (ancien baron).
La flexion des verbes se fait selon une combinaison de trois modes (indicatif, participe, subjonctif) et de cinq catégories (infinitif, impératif, parfait, progressif, futur). L'"infinitif", en baronh, désigne en fait un état neutre du verbe.
|            | indicatif | participe | subjonctif |
| infinitif  | -e        | -e        | -éme       |
| impératif  | -é ou -no | -         | -          |
| parfait    | -le       | -la       | -lar       |
| progressif | -lér      | -léra     | -lérm      |
| futur      | -to       | -naur     | -dar       |

Le verbe peut être omis si le sens de la phrase est clair sans lui.